# Bonzai Records
Pour les articles homonymes, voir Bonzai (homonymie).
Bonzai Records est un label de musique belge spécialisé dans la trance et la hard trance, fondé en 1992 par DJ Fly et disparu en 2003.

## Histoire
Fondé en 1992 par DJ Fly (Christian Pieters), Yves Deruyter et Franky Jones (Frank Sels) dans l'arrière boutique du magasin de disque « The Blitz » à Anvers, « The Cockpit » est le nom donné au premier studio d'enregistrement de la maison de disques, studio au moyen duquel nombre de productions du label sortiront.
Bonzai Records est alors un sous-label de la maison de disques belge Lightning Records (nl). Lightning compte alors une vingtaine de sous-labels, dont la composition des catalogues respectifs respecte un style en particulier, orientés house, trance, hard trance, techno, hardcore, etc.
En mars 2003, Lightning Records fait faillite, le sous-label Bonzai Records sera néanmoins conservé en tant que sous-label de la nouvelle maison de disques nommée Banshee Worx, créée en mai 2003 par le propriétaire de la première maison mère DJ Fly, accompagné de l'A&R du défunt Lightning Records Marnix B (Marnik Braeckevelt), ainsi que de deux artistes du label, DJ Yves Deruyter et le compositeur de nombreux titres de la maison de disques Airwave, Laurent Veronnez.

## Liste d'artistes (et principaux titres)
- Leviathan – Go Back (1995)[1]
- Ripp-Off – Are You Scared Yet? ; Motherfucker ; Hardcore Power (1997)[2]
- Blue Alphabet – Cybertrance (1994) ; Quixotism (1994)[3]
- Cherrymoon Trax – The House Of House (1994)[4] ; Let There Be House (1994)[5]
- Belgica Wave Party – The Wave (1993)[6]
- Yves Deruyter – Calling Earth (1994)[7] ; Rave City (1993)[8] ; Animals (Remix) (1993)[9] ; Back To Earth
- DJ Bountyhunter (Stefan Melis) – Woops (1993)[10] ; Bountyhunter (1992)[11] ; Come On (1992) ; Short Circuit (1992)
- DJ Dave Davis – Transfiguration (1994/1995)
- Final Analyzis – El Punto Final (1992)[12]
- Thunderball – Bonzai Channel One (1993)[13] ; It's Your DJ (1994)[14]
- DJ Fly (Christian Pieters)
- Dream Your Dream – Belgium Jump (1993)[15] ; Belgium Rave (1994)[16]
- Hitchhiker & Dumont – Journey of Love ; Raindrops
- Jones & Stephenson (Frank Sels & Axel Stephenson) – The First Rebirth (1993) ; The Second Rebirth (1994)[17]
- Push – Universal Nation
- The Green Martian (Laurent Véronnez)
- Stockhousen (Liza 'N' Eliaz et  Pieter Kuyl) – Underground Gardens (1993)
- DJ Yves – You Belong To Me ; Amy??? ; The Main Man (1995)[18]
- Glycerine (DJ Yves & Tiësto) – 666 ; 	Spirit In My Soul ; Once Again (1995)[19]
- DJ Pascal Vs. Rave Club – 	High Volume ; Spacid Thunder (1996)[20]
- Vechigen (en)